# Vòng loại Davis Cup 2019
Vòng loại của Davis Cup 2019 diễn ra từ ngày 1–2 tháng 2. 12 đội thắng giành quyền tham dự vòng chung kết Davis Cup 2019.

## Đội
24 đội sẽ tham dự cho 12 suất tham dự Vòng chung kết, trong quyết định thi đấu trên sân nhà và sân khách.
24 đội tham dự gồm:
- 4 đội thua tứ kết năm trước,
- 8 đội thắng Vòng play-off Nhóm Thế giới năm trước, và
- 12 đội tốt nhất năm trước không vượt qua vòng loại với thứ hạng tốt nhát trong khu vực: 
  - 6 đội từ khu vực châu Âu/châu Phi,
  - 3 đội từ khu vực châu Á/châu Đại Dương, và
  - 3 đội từ khu vực châu Mỹ.

12 đội thua ở vòng loại sẽ thi đấu tại Nhóm I tại khu vực tương ứng vào tháng 9.
#: Bảng xếp hạng Quốc gia vào ngày 29 tháng 10 năm 2018.
| Hạt giống 1. Bỉ (Tứ kết 2018, #4) 2. Serbia (Thắng vòng play-off 2018, #8) 3. Úc (xếp hạng tốt nhất được đặc cách, #9) 4. Ý (Tứ kết 2018, #10) 5. Đức (Tứ kết 2018, #11) 6. Thụy Sĩ (xếp hạng tốt thứ 2 được đặc cách, #12) 7. Kazakhstan (Tứ kết 2018, #13) 8. Cộng hòa Séc (Thắng vòng play-off 2018, #14) 9. Thụy Điển (Thắng vòng play-off 2018, #15) 10. Áo (Thắng vòng play-off 2018, #16) 11. Canada (Thắng vòng play-off 2018, #17) 12. Nhật Bản (Thắng vòng play-off 2018, #18) | Không xếp loại hạt giống - Hungary (xếp hạng tốt khu vực châu Âu/châu Phi, #21) - Hà Lan (xếp hạng tốt thứ 2 khu vực châu Âu/châu Phi, #22) - Nga (xếp hạng tốt thứ 3 khu vực châu Âu/châu Phi, #23) - Bồ Đào Nha (xếp hạng tốt thứ 4 khu vực châu Âu/châu Phi, #26) - Bosna và Hercegovina (xếp hạng tốt thứ 5 khu vực châu Âu/châu Phi, #27) - Slovakia (xếp hạng tốt thứ 6 khu vực châu Âu/châu Phi, #29) - Ấn Độ (xếp hạng tốt khu vực châu Á/châu Đại Dương, #20) - Uzbekistan (xếp hạng tốt thứ 2 khu vực châu Á/châu Đại Dương, #24) - Trung Quốc (xếp hạng tốt thứ 3 khu vực châu Á/châu Đại Dương, #30) - Colombia (xếp hạng tốt nhất khu vực châu Mỹ, #19) - Chile (xếp hạng tốt nhất thứ 2 khu vực châu Mỹ, #25) - Brasil (xếp hạng tốt nhất thứ 3 khu vực châu Mỹ, #28) |

| Đội nhà          | Tỷ số | Đội khách            | Địa điểm    | Sân vận động                       | Mặt sân     | Ref.   |
| ---------------- | ----- | -------------------- | ----------- | ---------------------------------- | ----------- | ------ |
| Brasil           | 1–3   | Bỉ [1]               | Uberlândia  | Ginásio Municipal Tancredo Neves   | Đất nện (i) | [ 3 ]  |
| Uzbekistan       | 2–3   | Serbia [2]           | Tashkent    | Saxovat Sport Servis Sport Complex | Cứng (i)    | [ 4 ]  |
| Úc [3]           | 4–0   | Bosna và Hercegovina | Adelaide    | Memorial Drive Tennis Club         | Cứng        | [ 5 ]  |
| Ấn Độ            | 1–3   | Ý [4]                | Kolkata     | Calcutta South Club                | Cỏ          | [ 6 ]  |
| Đức [5]          | 5–0   | Hungary              | Frankfurt   | Fraport Arena                      | Cứng (i)    | [ 7 ]  |
| Thụy Sĩ [6]      | 1–3   | Nga                  | Biel/Bienne | Swiss Tennis Arena                 | Cứng (i)    | [ 8 ]  |
| Kazakhstan [7]   | 3–1   | Bồ Đào Nha           | Astana      | Daulet National Tennis Centre      | Cứng (i)    | [ 9 ]  |
| Cộng hòa Séc [8] | 1–3   | Hà Lan               | Ostrava     | Ostravar Aréna                     | Cứng (i)    | [ 10 ] |
| Colombia         | 4–0   | Thụy Điển [9]        | Bogotá      | Palacio de los Deportes            | Đất nện (i) | [ 11 ] |
| Áo [10]          | 2–3   | Chile                | Salzburg    | Salzburgarena                      | Đất nện (i) | [ 12 ] |
| Slovakia         | 2–3   | Canada [11]          | Bratislava  | Aegon Arena                        | Đất nện (i) | [ 13 ] |
| Trung Quốc       | 2–3   | Nhật Bản [12]        | Quảng Châu  | Guangdong Olympic Tennis Centre    | Cứng        | [ 14 ] |

## Kết quả vòng loại

### Brasil vs. Bỉ
| · Brasil · 1 | Ginásio Municipal Tancredo Neves, Uberlândia, Brasil 1–2 tháng 2 năm 2019 Đất nện (i) | Ginásio Municipal Tancredo Neves, Uberlândia, Brasil 1–2 tháng 2 năm 2019 Đất nện (i) | · Bỉ · 3 |      |   |            |
| \| \| \| \| 1 \| 2 \| 3 \| \| \| - \| \| -------------------------------------------------------- \| --- \| ---- \| - \| ---------- \| \| 1 \| \| Thiago Monteiro Arthur De Greef \| 6 3 \| 6 2 \| \| \| \| 2 \| \| Rogério Dutra Silva Kimmer Coppejans \| 4 6 \| 4 6 \| \| \| \| 3 \| \| Marcelo Melo / Bruno Soares Sander Gillé / Joran Vliegen \| 4 6 \| 64 7 \| \| \| \| 4 \| \| Thiago Monteiro Kimmer Coppejans \| 3 6 \| 4 6 \| \| \| \| 5 \| \| Rogério Dutra Silva Arthur De Greef \| \| \| \| không chơi \| |                                                                                       |                                                                                       |          |      |   |            |
| |                                                                                       |                                                                                       | 1        | 2    | 3 |            |
| 1 | Brasil · Bỉ                                                                           | Thiago Monteiro Arthur De Greef                                                       | 6 3      | 6 2  |   |            |
| 2 | Brasil · Bỉ                                                                           | Rogério Dutra Silva Kimmer Coppejans                                                  | 4 6      | 4 6  |   |            |
| 3 | Brasil · Bỉ                                                                           | Marcelo Melo / Bruno Soares Sander Gillé / Joran Vliegen                              | 4 6      | 64 7 |   |            |
| 4 | Brasil · Bỉ                                                                           | Thiago Monteiro Kimmer Coppejans                                                      | 3 6      | 4 6  |   |            |
| 5 | Brasil · Bỉ                                                                           | Rogério Dutra Silva Arthur De Greef                                                   |          |      |   | không chơi |

### Uzbekistan vs. Serbia
| · Uzbekistan · 2 | Saxovat Sport Servis Sport Complex, Tashkent, Uzbekistan 1–2 tháng 2 năm 2019 Cứng (i) | Saxovat Sport Servis Sport Complex, Tashkent, Uzbekistan 1–2 tháng 2 năm 2019 Cứng (i) | · Serbia · 3 |     |     |  |
| \| \| \| \| 1 \| 2 \| 3 \| \| \| - \| \| ---------------------------------------------------------------- \| ---- \| --- \| --- \| \| \| 1 \| \| Sanjar Fayziev Dušan Lajović \| 64 7 \| 3 6 \| \| \| \| 2 \| \| Denis Istomin Filip Krajinović \| 2 6 \| 4 6 \| \| \| \| 3 \| \| Sanjar Fayziev / Denis Istomin Nikola Milojević / Viktor Troicki \| 2 6 \| 6 1 \| 6 3 \| \| \| 4 \| \| Denis Istomin Dušan Lajović \| 6 3 \| 6 4 \| \| \| \| 5 \| \| Sanjar Fayziev Filip Krajinović \| 6 4 \| 3 6 \| 0 6 \| \| |                                                                                        |                                                                                        |              |     |     |  |
| |                                                                                        |                                                                                        | 1            | 2   | 3   |  |
| 1 | Uzbekistan · Serbia                                                                    | Sanjar Fayziev Dušan Lajović                                                           | 64 7         | 3 6 |     |  |
| 2 | Uzbekistan · Serbia                                                                    | Denis Istomin Filip Krajinović                                                         | 2 6          | 4 6 |     |  |
| 3 | Uzbekistan · Serbia                                                                    | Sanjar Fayziev / Denis Istomin Nikola Milojević / Viktor Troicki                       | 2 6          | 6 1 | 6 3 |  |
| 4 | Uzbekistan · Serbia                                                                    | Denis Istomin Dušan Lajović                                                            | 6 3          | 6 4 |     |  |
| 5 | Uzbekistan · Serbia                                                                    | Sanjar Fayziev Filip Krajinović                                                        | 6 4          | 3 6 | 0 6 |  |

### Áo vs. Bosna và Hercegovina
| · Úc · 4 | Memorial Drive Tennis Club, Adelaide, Úc 1–2 tháng 2 năm 2019 Cứng | Memorial Drive Tennis Club, Adelaide, Úc 1–2 tháng 2 năm 2019 Cứng | · Bosna và Hercegovina · 0 |      |   |            |
| \| \| \| \| 1 \| 2 \| 3 \| \| \| - \| \| --------------------------------------------------------- \| --- \| ---- \| - \| ---------- \| \| 1 \| \| John Millman Damir Džumhur \| 6 3 \| 6 2 \| \| \| \| 2 \| \| Alex de Minaur Mirza Bašić \| 6 3 \| 7 60 \| \| \| \| 3 \| \| John Peers / Jordan Thompson Mirza Bašić / Tomislav Brkić \| 7 5 \| 6 1 \| \| \| \| 4 \| \| Alexei Popyrin Nerman Fatić \| 6 1 \| 7 62 \| \| \| \| 5 \| \| John Millman Mirza Bašić \| \| \| \| không chơi \| |                                                                    |                                                                    |                            |      |   |            |
| |                                                                    |                                                                    | 1                          | 2    | 3 |            |
| 1 | Úc · Bosna và Hercegovina                                          | John Millman Damir Džumhur                                         | 6 3                        | 6 2  |   |            |
| 2 | Úc · Bosna và Hercegovina                                          | Alex de Minaur Mirza Bašić                                         | 6 3                        | 7 60 |   |            |
| 3 | Úc · Bosna và Hercegovina                                          | John Peers / Jordan Thompson Mirza Bašić / Tomislav Brkić          | 7 5                        | 6 1  |   |            |
| 4 | Úc · Bosna và Hercegovina                                          | Alexei Popyrin Nerman Fatić                                        | 6 1                        | 7 62 |   |            |
| 5 | Úc · Bosna và Hercegovina                                          | John Millman Mirza Bašić                                           |                            |      |   | không chơi |

### Ấn Độ vs. Ý
| · Ấn Độ · 1 | Calcutta South Club, Kolkata, Ấn Độ 1–2 tháng 2 năm 2019 Cỏ | Calcutta South Club, Kolkata, Ấn Độ 1–2 tháng 2 năm 2019 Cỏ     | · Ý · 3 |     |     |            |
| \| \| \| \| 1 \| 2 \| 3 \| \| \| - \| \| --------------------------------------------------------------- \| --- \| --- \| --- \| ---------- \| \| 1 \| \| Ramkumar Ramanathan Andreas Seppi \| 4 6 \| 2 6 \| \| \| \| 2 \| \| Prajnesh Gunneswaran Matteo Berrettini \| 4 6 \| 3 6 \| \| \| \| 3 \| \| Rohan Bopanna / Divij Sharan Matteo Berrettini / Simone Bolelli \| 4 6 \| 6 3 \| 6 4 \| \| \| 4 \| \| Prajnesh Gunneswaran Andreas Seppi \| 1 6 \| 4 6 \| \| \| \| 5 \| \| Ramkumar Ramanathan Matteo Berrettini \| \| \| \| không chơi \| |                                                             |                                                                 |         |     |     |            |
| |                                                             |                                                                 | 1       | 2   | 3   |            |
| 1 | Ấn Độ · Ý                                                   | Ramkumar Ramanathan Andreas Seppi                               | 4 6     | 2 6 |     |            |
| 2 | Ấn Độ · Ý                                                   | Prajnesh Gunneswaran Matteo Berrettini                          | 4 6     | 3 6 |     |            |
| 3 | Ấn Độ · Ý                                                   | Rohan Bopanna / Divij Sharan Matteo Berrettini / Simone Bolelli | 4 6     | 6 3 | 6 4 |            |
| 4 | Ấn Độ · Ý                                                   | Prajnesh Gunneswaran Andreas Seppi                              | 1 6     | 4 6 |     |            |
| 5 | Ấn Độ · Ý                                                   | Ramkumar Ramanathan Matteo Berrettini                           |         |     |     | không chơi |

### Đức vs. Hungary
| · Đức · 5 | Fraport Arena, Frankfurt, Đức 1–2 tháng 2 ănm 2019 Cứng (i) | Fraport Arena, Frankfurt, Đức 1–2 tháng 2 ănm 2019 Cứng (i) | · Hungary · 0 |     |          |  |
| \| \| \| \| 1 \| 2 \| 3 \| \| \| - \| \| ------------------------------------------------------- \| ---- \| --- \| -------- \| \| \| 1 \| \| Philipp Kohlschreiber Zsombor Piros \| 6 78 \| 7 5 \| 6 4 \| \| \| 2 \| \| Alexander Zverev Péter Nagy \| 6 2 \| 6 2 \| \| \| \| 3 \| \| Tim Pütz / Jan-Lennard Struff Gábor Borsos / Péter Nagy \| 6 2 \| 6 3 \| \| \| \| 4 \| \| Alexander Zverev Gábor Borsos \| 6 3 \| 6 4 \| \| \| \| 5 \| \| Philipp Kohlschreiber Dávid Szintai \| 65 7 \| 6 3 \| [10] [5] \| \| |                                                             |                                                             |               |     |          |  |
| |                                                             |                                                             | 1             | 2   | 3        |  |
| 1 | Đức · Hungary                                               | Philipp Kohlschreiber Zsombor Piros                         | 6 78          | 7 5 | 6 4      |  |
| 2 | Đức · Hungary                                               | Alexander Zverev Péter Nagy                                 | 6 2           | 6 2 |          |  |
| 3 | Đức · Hungary                                               | Tim Pütz / Jan-Lennard Struff Gábor Borsos / Péter Nagy     | 6 2           | 6 3 |          |  |
| 4 | Đức · Hungary                                               | Alexander Zverev Gábor Borsos                               | 6 3           | 6 4 |          |  |
| 5 | Đức · Hungary                                               | Philipp Kohlschreiber Dávid Szintai                         | 65 7          | 6 3 | [10] [5] |  |

### Thụy Sĩ vs. Nga
| · Thụy Sĩ · 1 | Swiss Tennis Arena, Biel/Bienne, Thụy Sĩ 1–2 tháng 2 năm 2019 Cứng (i) | Swiss Tennis Arena, Biel/Bienne, Thụy Sĩ 1–2 tháng 2 năm 2019 Cứng (i) | · Nga · 3 |       |      |            |
| \| \| \| \| 1 \| 2 \| 3 \| \| \| - \| \| ----------------------------------------------------------- \| ------ \| ----- \| ---- \| ---------- \| \| 1 \| \| Henri Laaksonen Daniil Medvedev \| 68 710 \| 78 66 \| 2 6 \| \| \| 2 \| \| Marc-Andrea Hüsler Karen Khachanov \| 3 6 \| 5 7 \| \| \| \| 3 \| \| Jérôme Kym / Henri Laaksonen Evgeny Donskoy / Andrey Rublev \| 4 6 \| 6 3 \| 7 61 \| \| \| 4 \| \| Henri Laaksonen Karen Khachanov \| 7 62 \| 6 78 \| 4 6 \| \| \| 5 \| \| Marc-Andrea Hüsler Daniil Medvedev \| \| \| \| không chơi \| |                                                                        |                                                                        |           |       |      |            |
| |                                                                        |                                                                        | 1         | 2     | 3    |            |
| 1 | Thụy Sĩ · Nga                                                          | Henri Laaksonen Daniil Medvedev                                        | 68 710    | 78 66 | 2 6  |            |
| 2 | Thụy Sĩ · Nga                                                          | Marc-Andrea Hüsler Karen Khachanov                                     | 3 6       | 5 7   |      |            |
| 3 | Thụy Sĩ · Nga                                                          | Jérôme Kym / Henri Laaksonen Evgeny Donskoy / Andrey Rublev            | 4 6       | 6 3   | 7 61 |            |
| 4 | Thụy Sĩ · Nga                                                          | Henri Laaksonen Karen Khachanov                                        | 7 62      | 6 78  | 4 6  |            |
| 5 | Thụy Sĩ · Nga                                                          | Marc-Andrea Hüsler Daniil Medvedev                                     |           |       |      | không chơi |

### Kazakhstan vs. Bồ Đào Nha
| · Kazakhstan · 3 | Daulet National Tennis Centre, Astana, Kazakhstan 1–2 tháng 2 ănm 2019 Cứng (i) | Daulet National Tennis Centre, Astana, Kazakhstan 1–2 tháng 2 ănm 2019 Cứng (i) | · Bồ Đào Nha · 1 |     |     |            |
| \| \| \| \| 1 \| 2 \| 3 \| \| \| - \| \| ----------------------------------------------------------------- \| ---- \| --- \| --- \| ---------- \| \| 1 \| \| Alexander Bublik João Sousa \| 61 7 \| 6 4 \| 6 4 \| \| \| 2 \| \| Mikhail Kukushkin Pedro Sousa \| 6 2 \| 6 0 \| \| \| \| 3 \| \| Timur Khabibulin / Aleksandr Nedovyesov Gastão Elias / João Sousa \| 6 3 \| 3 6 \| 4 6 \| \| \| 4 \| \| Mikhail Kukushkin João Sousa \| 6 4 \| 6 1 \| \| \| \| 5 \| \| Alexander Bublik Pedro Sousa \| \| \| \| không chơi \| |                                                                                 |                                                                                 |                  |     |     |            |
| |                                                                                 |                                                                                 | 1                | 2   | 3   |            |
| 1 | Kazakhstan · Bồ Đào Nha                                                         | Alexander Bublik João Sousa                                                     | 61 7             | 6 4 | 6 4 |            |
| 2 | Kazakhstan · Bồ Đào Nha                                                         | Mikhail Kukushkin Pedro Sousa                                                   | 6 2              | 6 0 |     |            |
| 3 | Kazakhstan · Bồ Đào Nha                                                         | Timur Khabibulin / Aleksandr Nedovyesov Gastão Elias / João Sousa               | 6 3              | 3 6 | 4 6 |            |
| 4 | Kazakhstan · Bồ Đào Nha                                                         | Mikhail Kukushkin João Sousa                                                    | 6 4              | 6 1 |     |            |
| 5 | Kazakhstan · Bồ Đào Nha                                                         | Alexander Bublik Pedro Sousa                                                    |                  |     |     | không chơi |

### Cộng hòa Séc vs. Hà Lan
| · Cộng hòa Séc · 1 | Ostravar Aréna, Ostrava, Cộng hòa Séc 1–2 tháng 2 năm 2019 Cứng (i) | Ostravar Aréna, Ostrava, Cộng hòa Séc 1–2 tháng 2 năm 2019 Cứng (i) | · Hà Lan · 3 |     |      |            |
| \| \| \| \| 1 \| 2 \| 3 \| \| \| - \| \| --------------------------------------------------------- \| ---- \| --- \| ---- \| ---------- \| \| 1 \| \| Jiří Veselý Tallon Griekspoor \| 5 7 \| 6 4 \| 6 4 \| \| \| 2 \| \| Lukáš Rosol Robin Haase \| 2 6 \| 4 6 \| \| \| \| 3 \| \| Lukáš Rosol / Jiří Veselý Robin Haase / Jean-Julien Rojer \| 65 7 \| 6 3 \| 67 9 \| \| \| 4 \| \| Jiří Lehečka Robin Haase \| 4 6 \| 6 2 \| 3 6 \| \| \| 5 \| \| Lukáš Rosol Tallon Griekspoor \| \| \| \| không chơi \| |                                                                     |                                                                     |              |     |      |            |
| |                                                                     |                                                                     | 1            | 2   | 3    |            |
| 1 | Cộng hòa Séc · Hà Lan                                               | Jiří Veselý Tallon Griekspoor                                       | 5 7          | 6 4 | 6 4  |            |
| 2 | Cộng hòa Séc · Hà Lan                                               | Lukáš Rosol Robin Haase                                             | 2 6          | 4 6 |      |            |
| 3 | Cộng hòa Séc · Hà Lan                                               | Lukáš Rosol / Jiří Veselý Robin Haase / Jean-Julien Rojer           | 65 7         | 6 3 | 67 9 |            |
| 4 | Cộng hòa Séc · Hà Lan                                               | Jiří Lehečka Robin Haase                                            | 4 6          | 6 2 | 3 6  |            |
| 5 | Cộng hòa Séc · Hà Lan                                               | Lukáš Rosol Tallon Griekspoor                                       |              |     |      | không chơi |

### Colombia vs. Thụy Điển
| · Colombia · 4 | Palacio de los Deportes, Bogotá, Colombia 1–2 tháng 2 ănm 2019 Đất nện (i) | Palacio de los Deportes, Bogotá, Colombia 1–2 tháng 2 ănm 2019 Đất nện (i) | · Thụy Điển · 0 |     |   |            |
| \| \| \| \| 1 \| 2 \| 3 \| \| \| - \| \| ---------------------------------------------------------------------- \| --- \| --- \| - \| ---------- \| \| 1 \| \| Santiago Giraldo Elias Ymer \| 6 2 \| 6 4 \| \| \| \| 2 \| \| Daniel Elahi Galán Mikael Ymer \| 6 1 \| 6 2 \| \| \| \| 3 \| \| Juan Sebastián Cabal / Robert Farah Markus Eriksson / Robert Lindstedt \| 6 3 \| 6 4 \| \| \| \| 4 \| \| Alejandro González Elias Ymer \| 6 3 \| 6 3 \| \| \| \| 5 \| \| Santiago Giraldo Mikael Ymer \| \| \| \| không chơi \| |                                                                            |                                                                            |                 |     |   |            |
| |                                                                            |                                                                            | 1               | 2   | 3 |            |
| 1 | Colombia · Thụy Điển                                                       | Santiago Giraldo Elias Ymer                                                | 6 2             | 6 4 |   |            |
| 2 | Colombia · Thụy Điển                                                       | Daniel Elahi Galán Mikael Ymer                                             | 6 1             | 6 2 |   |            |
| 3 | Colombia · Thụy Điển                                                       | Juan Sebastián Cabal / Robert Farah Markus Eriksson / Robert Lindstedt     | 6 3             | 6 4 |   |            |
| 4 | Colombia · Thụy Điển                                                       | Alejandro González Elias Ymer                                              | 6 3             | 6 3 |   |            |
| 5 | Colombia · Thụy Điển                                                       | Santiago Giraldo Mikael Ymer                                               |                 |     |   | không chơi |

### Áo vs. Chile
| · Áo · 2 | Salzburgarena, Salzburg, Áo 1–2 tháng 2 năm 2019 Đất nện (i) | Salzburgarena, Salzburg, Áo 1–2 tháng 2 năm 2019 Đất nện (i)                       | · Chile · 3 |     |      |  |
| \| \| \| \| 1 \| 2 \| 3 \| \| \| - \| \| ---------------------------------------------------------------------------------- \| --- \| --- \| ---- \| \| \| 1 \| \| Jurij Rodionov Nicolás Jarry \| 5 7 \| 5 7 \| \| \| \| 2 \| \| Dennis Novak Christian Garín \| 6 4 \| 6 4 \| \| \| \| 3 \| \| Oliver Marach / Jürgen Melzer Marcelo Tomás Barrios Vera / Hans Podlipnik Castillo \| 6 4 \| 2 6 \| 7 5 \| \| \| 4 \| \| Dennis Novak Nicolás Jarry \| 4 6 \| 6 3 \| 62 7 \| \| \| 5 \| \| Jurij Rodionov Christian Garín \| 2 6 \| 1 6 \| \| \| |                                                              |                                                                                    |             |     |      |  |
| |                                                              |                                                                                    | 1           | 2   | 3    |  |
| 1 | Áo · Chile                                                   | Jurij Rodionov Nicolás Jarry                                                       | 5 7         | 5 7 |      |  |
| 2 | Áo · Chile                                                   | Dennis Novak Christian Garín                                                       | 6 4         | 6 4 |      |  |
| 3 | Áo · Chile                                                   | Oliver Marach / Jürgen Melzer Marcelo Tomás Barrios Vera / Hans Podlipnik Castillo | 6 4         | 2 6 | 7 5  |  |
| 4 | Áo · Chile                                                   | Dennis Novak Nicolás Jarry                                                         | 4 6         | 6 3 | 62 7 |  |
| 5 | Áo · Chile                                                   | Jurij Rodionov Christian Garín                                                     | 2 6         | 1 6 |      |  |

### Slovakia vs. Canada
| · Slovakia · 2 | Aegon Arena, Bratislava, Slovakia 1–2 tháng 2 năm 2019 Đất nện (i) | Aegon Arena, Bratislava, Slovakia 1–2 tháng 2 năm 2019 Đất nện (i)     | · Canada · 3 |     |     |  |
| \| \| \| \| 1 \| 2 \| 3 \| \| \| - \| \| ---------------------------------------------------------------------- \| ---- \| --- \| --- \| \| \| 1 \| \| Filip Horanský Denis Shapovalov \| 4 6 \| 5 7 \| \| \| \| 2 \| \| Martin Kližan Félix Auger-Aliassime \| 7 5 \| 6 3 \| \| \| \| 3 \| \| Martin Kližan / Filip Polášek Félix Auger-Aliassime / Denis Shapovalov \| 3 6 \| 7 5 \| 6 3 \| \| \| 4 \| \| Martin Kližan Denis Shapovalov \| 64 7 \| 4 6 \| \| \| \| 5 \| \| Norbert Gombos Félix Auger-Aliassime \| 3 6 \| 4 6 \| \| \| |                                                                    |                                                                        |              |     |     |  |
| |                                                                    |                                                                        | 1            | 2   | 3   |  |
| 1 | Slovakia · Canada                                                  | Filip Horanský Denis Shapovalov                                        | 4 6          | 5 7 |     |  |
| 2 | Slovakia · Canada                                                  | Martin Kližan Félix Auger-Aliassime                                    | 7 5          | 6 3 |     |  |
| 3 | Slovakia · Canada                                                  | Martin Kližan / Filip Polášek Félix Auger-Aliassime / Denis Shapovalov | 3 6          | 7 5 | 6 3 |  |
| 4 | Slovakia · Canada                                                  | Martin Kližan Denis Shapovalov                                         | 64 7         | 4 6 |     |  |
| 5 | Slovakia · Canada                                                  | Norbert Gombos Félix Auger-Aliassime                                   | 3 6          | 4 6 |     |  |

### Trung Quốc vs. Nhật Bản
| · Trung Quốc · 2 | Guangdong Olympic Tennis Centre, Guangzhou, Trung Quốc 1–2 tháng 2 năm 2019 Cứng | Guangdong Olympic Tennis Centre, Guangzhou, Trung Quốc 1–2 tháng 2 năm 2019 Cứng | · Nhật Bản · 3 |      |     |  |
| \| \| \| \| 1 \| 2 \| 3 \| \| \| - \| \| -------------------------------------------------------- \| ---- \| ---- \| --- \| \| \| 1 \| \| Li Zhe Yoshihito Nishioka \| 6 3 \| 6 2 \| \| \| \| 2 \| \| Zhang Ze Taro Daniel \| 63 7 \| 4 6 \| \| \| \| 3 \| \| Gong Maoxin / Zhang Ze Ben McLachlan / Yasutaka Uchiyama \| 5 7 \| 7 5 \| 6 4 \| \| \| 4 \| \| Wu Yibing Yoshihito Nishioka \| 2 6 \| 0 6 \| \| \| \| 5 \| \| Li Zhe Taro Daniel \| 3 6 \| 7 64 \| 3 6 \| \| |                                                                                  |                                                                                  |                |      |     |  |
| |                                                                                  |                                                                                  | 1              | 2    | 3   |  |
| 1 | Trung Quốc · Nhật Bản                                                            | Li Zhe Yoshihito Nishioka                                                        | 6 3            | 6 2  |     |  |
| 2 | Trung Quốc · Nhật Bản                                                            | Zhang Ze Taro Daniel                                                             | 63 7           | 4 6  |     |  |
| 3 | Trung Quốc · Nhật Bản                                                            | Gong Maoxin / Zhang Ze Ben McLachlan / Yasutaka Uchiyama                         | 5 7            | 7 5  | 6 4 |  |
| 4 | Trung Quốc · Nhật Bản                                                            | Wu Yibing Yoshihito Nishioka                                                     | 2 6            | 0 6  |     |  |
| 5 | Trung Quốc · Nhật Bản                                                            | Li Zhe Taro Daniel                                                               | 3 6            | 7 64 | 3 6 |  |